# Embraer Phenom 100

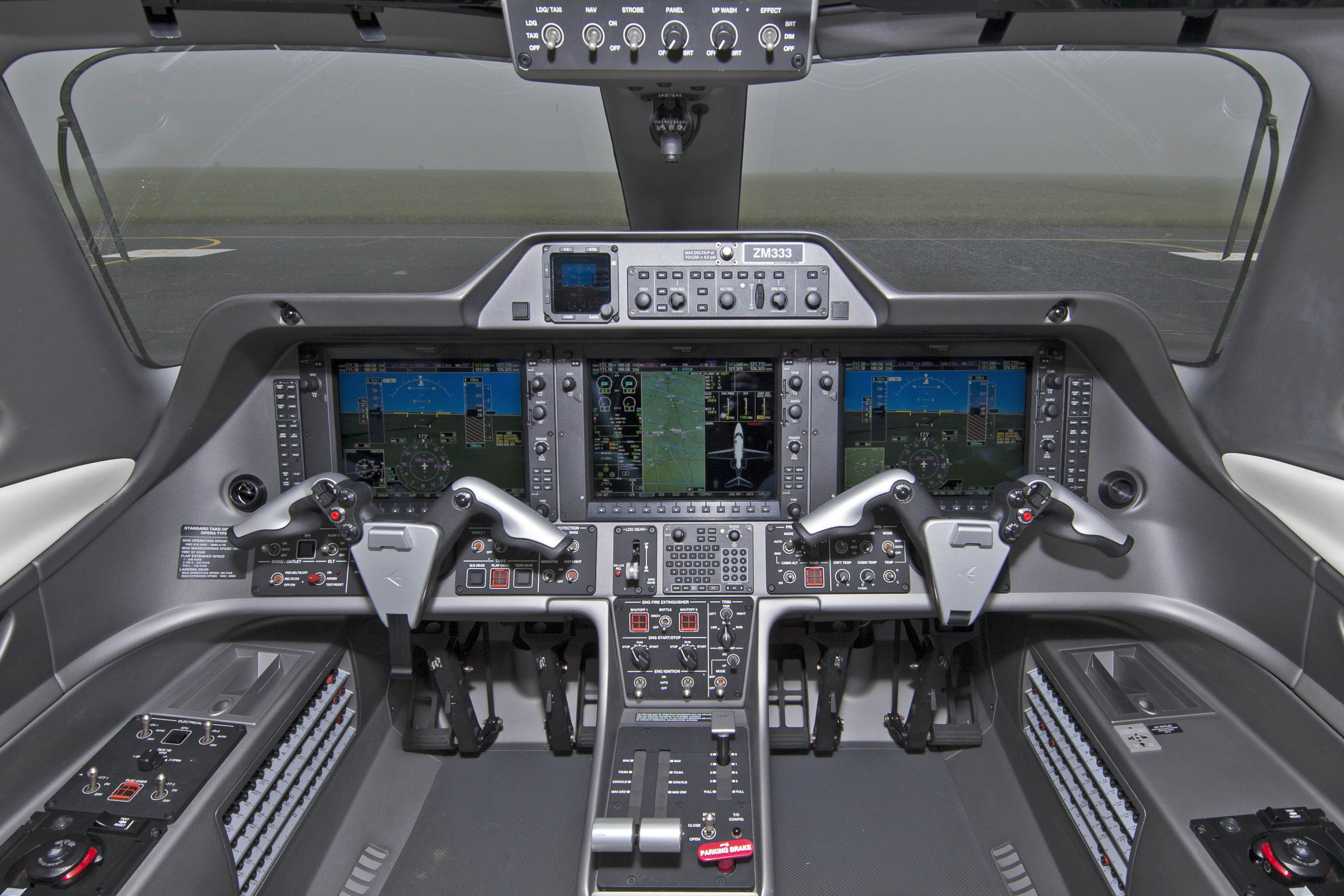
Cabina de mando

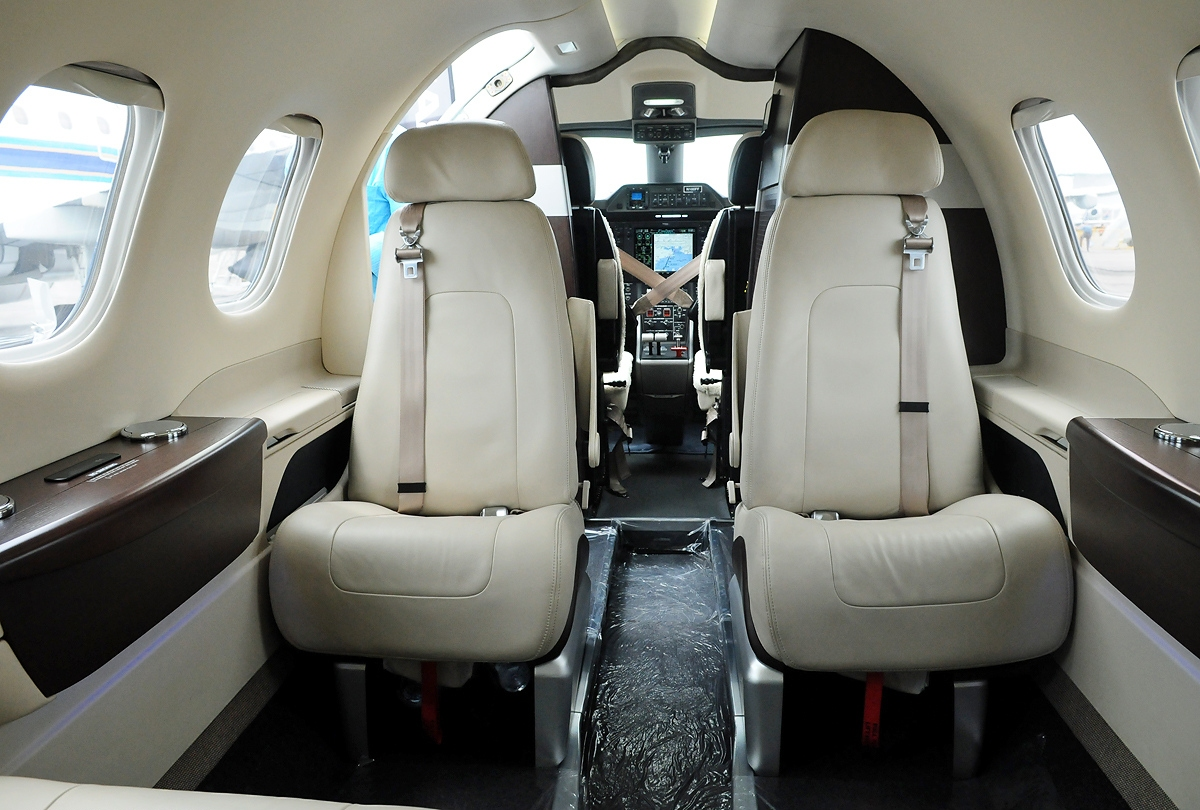
Cabina

El Embraer Phenom 100 es un avión ejecutivo (VLJ) desarrollado por el constructor brasileño Embraer.

## Diseño
Tiene capacidad para cuatro pasajeros en configuración estándar, pero puede transportar hasta 6-7 pasajeros con un único tripulante, asientos frontales opcionales y servicio con cinturón. Tiene un alcance máximo de 1.178 millas con cuatro ocupantes y reservas IFR NBAA. A 1 de enero de 2009, su precio es de 3,6 millones de dólares y el primer avión fue entregado en diciembre de 2008.

## Operadores militares
Pakistán
- Fuerza Aérea de Pakistán uno (tres pedidos)[2]

## Entregas de aviones
| Año                  | 2008 | 2009 | 2010 | 2011 | 2012 | 2013 | 2014 | 2015 | 2016 | 2017 | 2018 | 2019 | 2020 | 2021 | 2022 | 2023 | Total |
| -------------------- | ---- | ---- | ---- | ---- | ---- | ---- | ---- | ---- | ---- | ---- | ---- | ---- | ---- | ---- | ---- | ---- | ----- |
| Número de entregados | 2    | 97   | 100  | 41   | 29   | 30   | 19   | 12   | 10   | 18   | 11   | 11   | 6    | 6    | 7    | 11   | 410   |

## Especificaciones
Referencia datos: Embraer Phenom 100 brochure

### Características generales
- Tripulación: 2, pero habilitado como Single Pilot.
- Capacidad: 4 pasajeros (6 como máximo)
- Carga: 595 kg
- Longitud: 12,80 m
- Envergadura: 12,30 m
- Altura: 4,4 m
- Peso vacío: 3235 kg
- Peso útil: 1535 kg
- Peso máximo al despegue: 4750 kg
- Planta motriz: 2× Turbofán Pratt & Whitney Canada PW617F-E.
  - Empuje normal: 7,2 kN de empuje cada uno.

### Rendimiento
- Velocidad crucero (Vc): 722 km/h 390 nudos
- Alcance: 2182 km  (reservas IFR NBAA, 4 ocupantes) 1178 nmi
- Radio de acción: km
- Alcance en combate: km
- Techo de vuelo: 12 500 m (41 000 pies)

### Desarrollos relacionados
- Embraer Phenom 300

### Aeronaves similares
- Cirrus SJ50 Vision
- Diamond D-Jet
- Eclipse 500
- Honda HA-420 HondaJet
- Cessna Citation Mustang